# Akcelerator cząstek

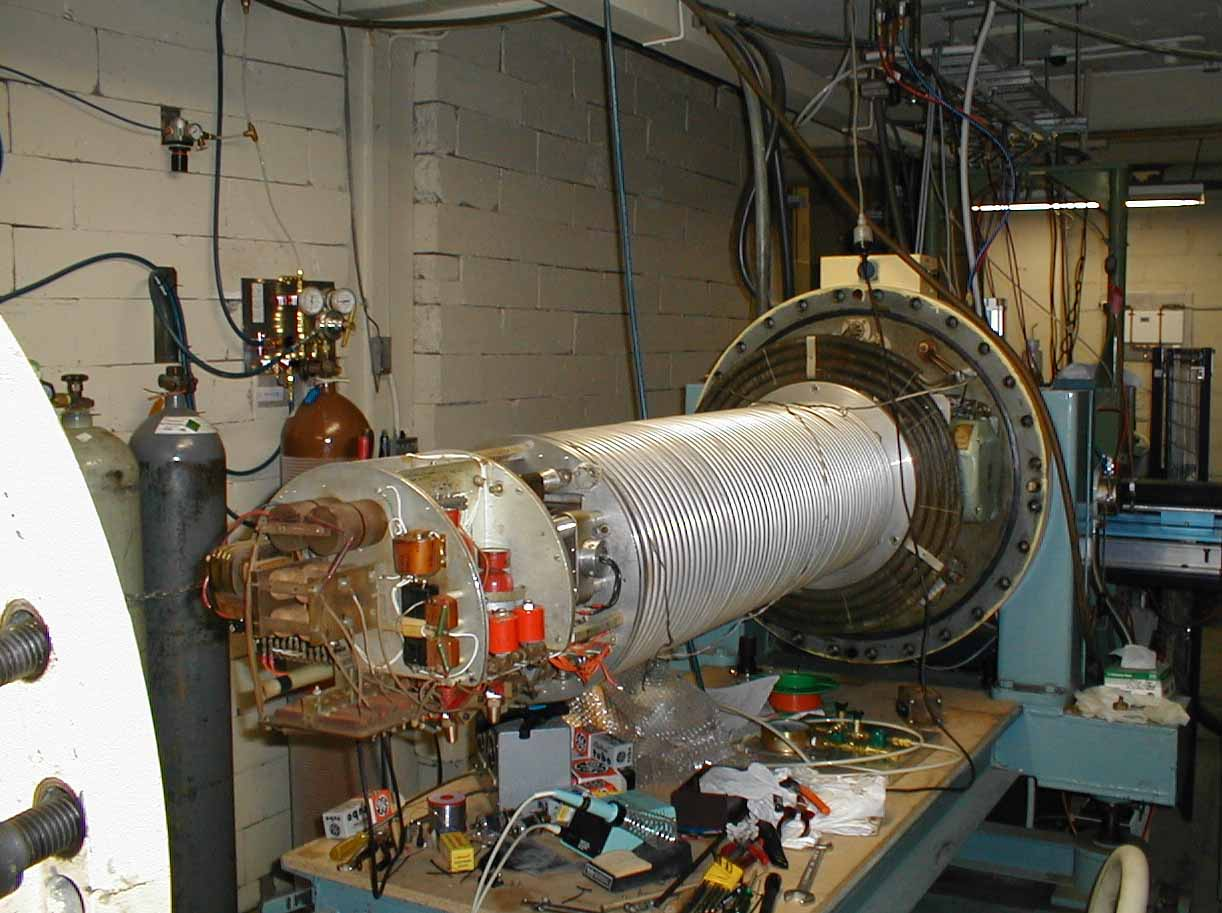
2MV liniowy akcelerator van der Graffa, konstrukcja z lat 1960

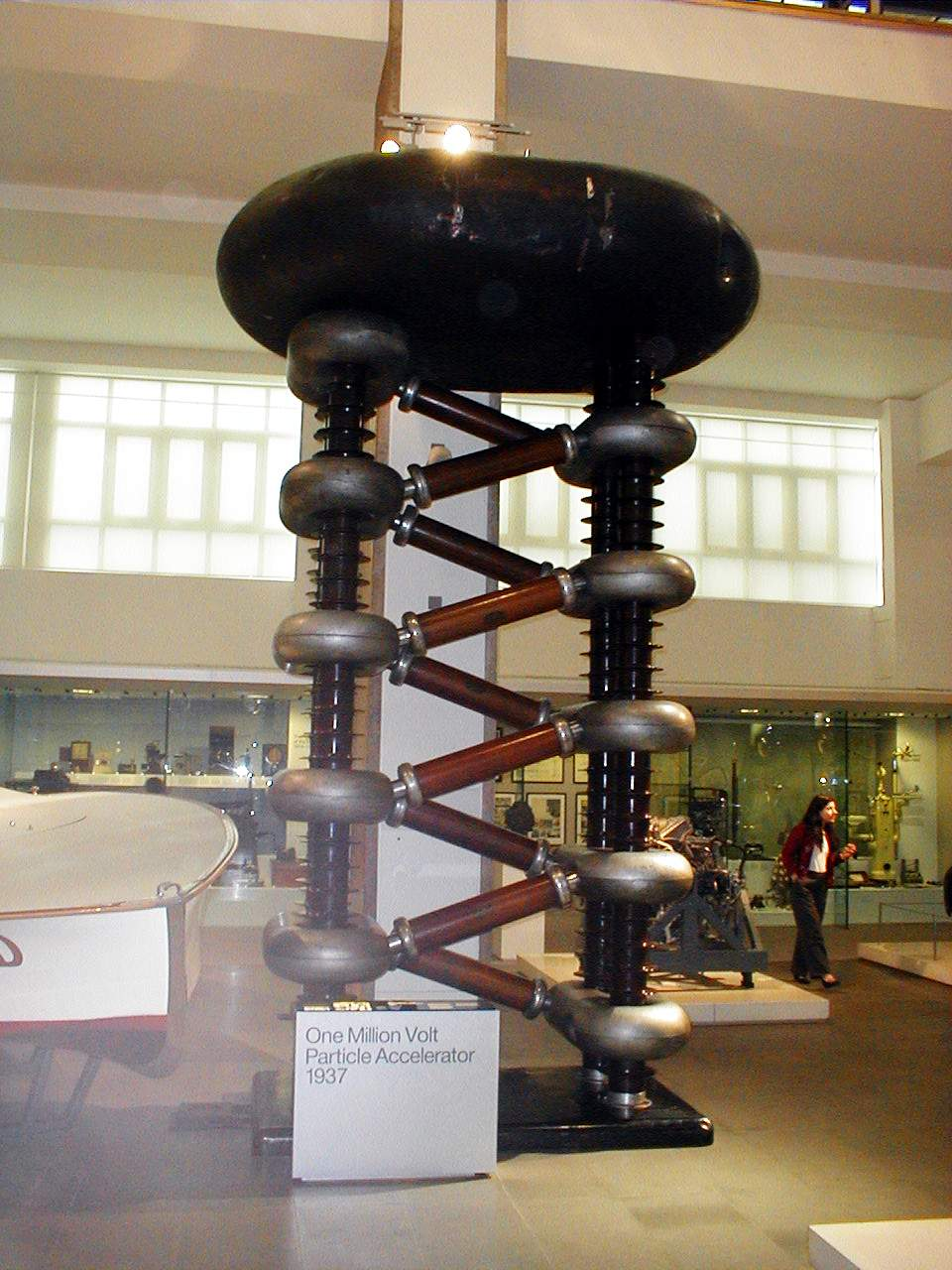
1MV akcelerator Cockcrofta – Waltona z 1937 r. stojący w National Science Museum w Londynie

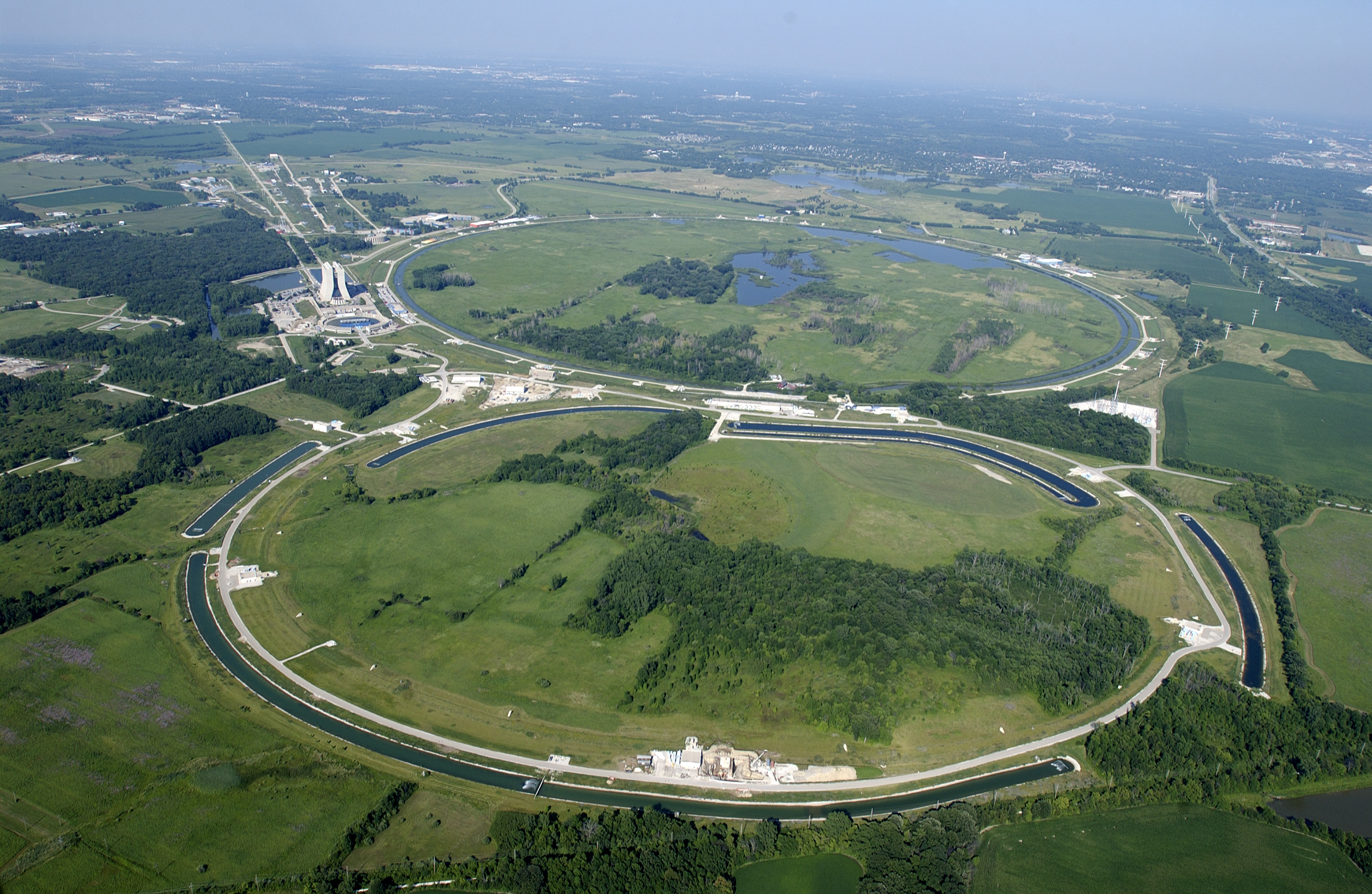
Widok z lotu ptaka na kołowy akcelerator w Fermilab

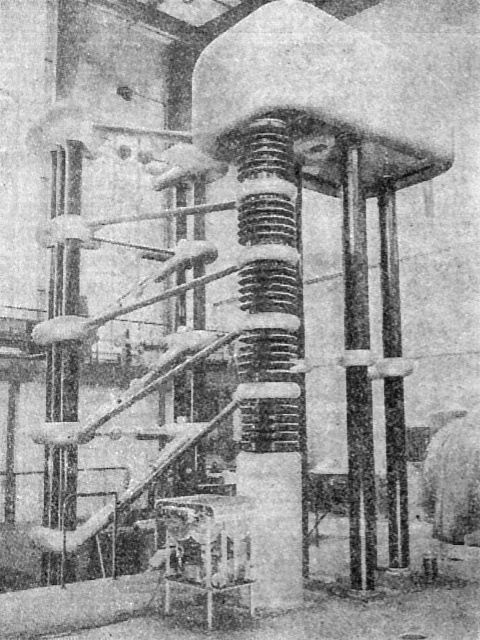
Akcelerator kaskadowy

Akcelerator – urządzenie służące do przyspieszania cząstek elementarnych lub jonów do prędkości bliskich prędkości światła w próżni. Cząstki obdarzone ładunkiem elektrycznym są przyspieszane w polu elektrycznym. Do skupienia cząstek w wiązkę oraz do nadania im odpowiedniego kierunku używa się odpowiednio ukształtowanego, w niektórych konstrukcjach także zmieniającego się w czasie, pola magnetycznego lub elektrycznego.
Obiekt bombardowany przez przyspieszone cząstki nazywany jest tarczą lub target (ang. 'cel').
Najprostszymi urządzeniami do przyspieszania cząstek są działa elektronowe, które stosuje się w kineskopach i generatorach promieniowania rentgenowskiego.

## Zastosowanie
Akceleratory są podstawowym narzędziem badawczym fizyki jądrowej. Służą do rozpędzania cząstek elementarnych i zderzania ich ze sobą w celu przeprowadzania reakcji jądrowych. Umożliwia to poznawanie własności cząstek i przebiegu owych reakcji.
W medycynie, akceleratory stosuje się w radioterapii, czyli do leczenia schorzeń (nowotworów) poprzez naświetlanie ich promieniowaniem jonizującym.
Jedne akceleratory mogą być także częściami innych akceleratorów, o większych energiach maksymalnych. Mają one wstępnie rozpędzać cząstki. Są to, tak zwane akceleratory wstrzykujące (inżektory).
Używane są również do generowania obrazu w kineskopach telewizorów, monitorów i oscyloskopów.
W przemyśle akceleratory używane są w różnych technologiach radiacyjnych, m.in. sterylizacji, szczepienia (graftingu), sieciowania, wulkanizacji, konserwowania żywności, czy do modyfikowania półprzewodników.

## Podział
Akceleratory można klasyfikować ze względu na różne cechy:
- rodzaj przyspieszanych cząstek, np. akceleratory protonów, elektronów, jonów ciężkich
- kształt toru przyspieszanych cząstek: liniowe, kołowe (cykliczne)
- metodę przyspieszania, np. napięcie stałe, wysokiej częstotliwości, indukowane, wielostopniowe (kolejne stopnie przyspieszają cząstki do coraz większych energii)
- maksymalną energię przyspieszenia (keV, MeV, GeV)
- gradient pola przyspieszającego (stałe, zmienne)

Główny podział akceleratorów uwzględnia kształt toru i metodę przyspieszania:
- liniowe – cząstki przyspieszane są na odcinku prostym:
  - o stałym napięciu przyspieszającym (kaskadowy, van der Graaffa, tandem, Cockcrofta-Waltona)
  - o napięciu przyspieszającym wysokiej częstotliwości (liniowy z falą bieżącą, liniowy z falą stojącą).
- cykliczne (kołowe)
  - synchroniczne (cyklotron, synchrocyklotron, synchrotron protonowy, synchrotron elektronowy, mikrotron)
  - asynchroniczne (betatron, akcelerator plazmowy, akcelerator wiązek przeciwbieżnych)

## Działanie

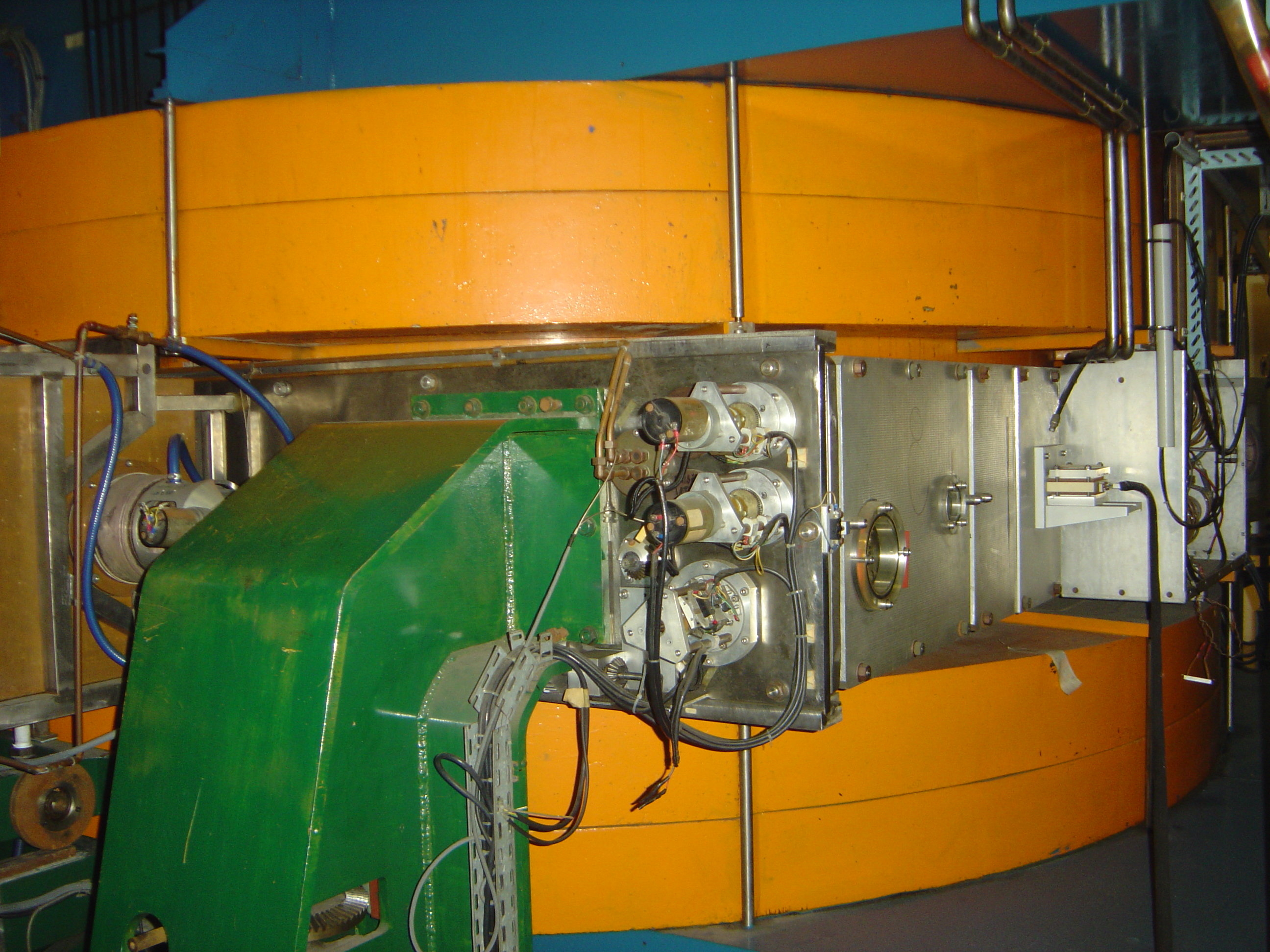
Magnes synchrocyklotronu znajdującego się w ośrodku terapii protonami, w Orsay

Cząstki przyspieszane są polem elektrycznym, pole magnetyczne stosuje się do nadania przyspieszanym cząstkom odpowiedniego toru lub skupienia ich.
Pole magnetyczne jest tworzone przy pomocy bloków elektromagnesów, które są rozmieszczone co jakiś czas na całej linii/obwodzie akceleratora.
Akceleratory nie są urządzeniami uniwersalnymi, np. akcelerator przyspieszający cząstki lekkie, nie będzie mógł zostać użyty do przyspieszania ciężkich jonów. Wynika to z różnicy mas cząstek i progu energii, przy której znaczną rolę zaczynają odgrywać efekty relatywistyczne.
Akceleratory mogą zostać wykorzystane do wytwarzania antymaterii.

## Gdzie znaleźć
W Polsce na dzień 31 grudnia 2016 roku zarejestrowanych było 77 akceleratorów.
- Największy w Polsce cyklotron znajduje się w Środowiskowym Laboratorium Ciężkich Jonów w Warszawie.
- Pierwszy i jedyny w Polsce synchrotron znajduje się w Krakowie – synchrotron SOLARIS.
- Największe w Europie i na świecie cyklotrony znajdują się na terenie CERN w Genewie – Wielki Zderzacz Hadronów (LHC) ma obwód prawie 27 km.